# Ramazan Bayrakoğlu
Ramazan Bayrakoğlu, né en 1966 à Balıkesir est un artiste turc. 

## Biographie
Ramazan Bayrakoğlu vit et travaille à Izmir, en Turquie. Diplômé de la faculté des beaux-arts de l'université Dokuz Eylül en 1988, il devient ensuite en 2000 professeur adjoint  Peu après, en 2002, il obtient sa première exposition personnelle à la galerie Dirimart (Istanbul).
Il participe ensuite à de nombreuses expositions, à travers la Turquie, mais aussi les Émirats arabes unis, la Hollande, l'Espagne, les États-Unis et la France. Sa première exposition personnelle en France est organisé en 2015 par la galerie Lelong (Paris), qui le représente depuis 2013,.

## Contribution artistique
Bayrakoğlu est fasciné par les images en tant que telles et les  choisit comme sujet. Que les images soient issues du cinéma, de l'histoire de l'art, des réseaux sociaux, de la culture populaire... Il les voit comme le baromètre de notre société et les témoins de l'écoulement du temps. Elles reflètent les changements sociaux, politiques et économiques, résistent à l'assaut des éléments et des marques laissées par les gens. L'image perdure et c'est ce constat qui voit naître l’origine des œuvres de Bayrakoğlu. C’est dans ce trésor sans fin d'images anonymes qu’il puise constamment pour concevoir de nouvelles œuvres, tout en procédant avec une technique très minutieuse: Ses œuvres sont des sortes de patchworks et/ou mosaïques de grandes dimensions, parfois en tissu, parfois en plexiglas, qui rendent compte de l'image et lui offre une seconde lecture qui se construit et se déconstruit en fonction du recul que l'on met entre l’œuvre et son regard.
Son œuvre la plus célèbre Fire a été acquise par le Musée d'art moderne d'Istanbul et fait partie de leur exposition permanente.